# Bothrops ammodytoides
Espèce
Synonymes
- Rhinocerophis ammodytoides (Leybold, 1873)
- Rhinocerophis nasus Garman, 1881
- Bothrops patagonicus Müller, 1885
- Bothrops burmeisteri Koslowsky, 1895

Bothrops ammodytoides est une espèce de serpents de la famille des Viperidae. Il est appelé Yarará ñata.

## Répartition
Cette espèce est endémique de l'Argentine.
Son aire de distribution comprend plus de la moitié du territoire argentin y compris le sud de la Patagonie, où il représente en été un sérieux danger. Il est surtout fréquent dans le tiers ouest du pays (dans la région préandine), ainsi que dans toute la partie sud, y compris l'ouest et le sud de la pampa (sud de la province de Buenos Aires). Au total on le rencontre dans les provinces de Buenos Aires, Catamarca, Córdoba, Chubut, La Pampa, La Rioja, Mendoza, Neuquén, Río Negro, San Juan, San Luis, Santa Cruz et Tucumán. On le rencontre jusqu'à une altitude de 2000 mètres. Il est présent dans les villes et notamment dans la plus grande ville de Patagonie du sud, le port de Comodoro Rivadavia sur l'Atlantique sud.
Dans certaines régions du centre du pays, il coexiste avec ses deux cousins, le Bothrops alternatus ou Yarará grande et le Bothropoides neuwiedi ou Yarará chica.

## Description
Il possède une tête triangulaire bien différenciée du reste du corps par le cou, et est recouvert de petites écailles. Comme toutes les vipères à fosse, il présente deux orifices entre les yeux et les narines qui servent à détecter les animaux à sang chaud. Sa pupille est verticale et elliptique. Il possède deux grands crochets courbes et rétractiles avec lequel injecte son venin dans ses victimes.
Sa coloration est châtain clair avec des taches irrégulières en forme de parallélogramme de couleur châtain foncé. Ces dernières sont délimitées par de fines lignes blanchâtres. Sa longueur ne dépasse pas les 60 centimètres.

## Mode de vie et agressivité
Son activité est nocturne et commence le soir ; le jour il reste caché dans des refuges naturels, sous les pierres, dans des recoins ou dans des crevasses. La yarará recourt à l'hibernation (l'hiver est froid en Patagonie ou dans les Andes) dans des cachettes ou dans des terriers abandonnés par les rongeurs durant l'hiver.
Peu agressive, la Yarará ñata ne mord que quand elle est surprise par un mouvement brusque et ne peut pas fuir, où quand on ne fait pas attention à sa position défensive et que l'on ne respecte pas la distance dite de sécurité.

## Publication originale
- Leybold, 1873 : Excursión a las Pampas argentinas, Hojas de mi diario, Febrero de 1871. Santiago, p. 1-107 (texte intégral).